# Alex Yoong
Alex Yoong, né le 20 juillet 1976 à Kuala Lumpur (Malaisie), est un pilote automobile malaisien, qui a fait une courte carrière en Formule 1 et reste aujourd'hui le seul représentant de son pays à avoir couru en Grand Prix.

## Carrière

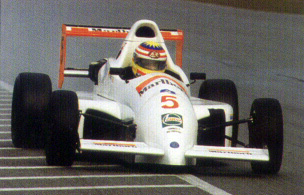
Alex Yoong en Formule Asia 2000 en 1994.

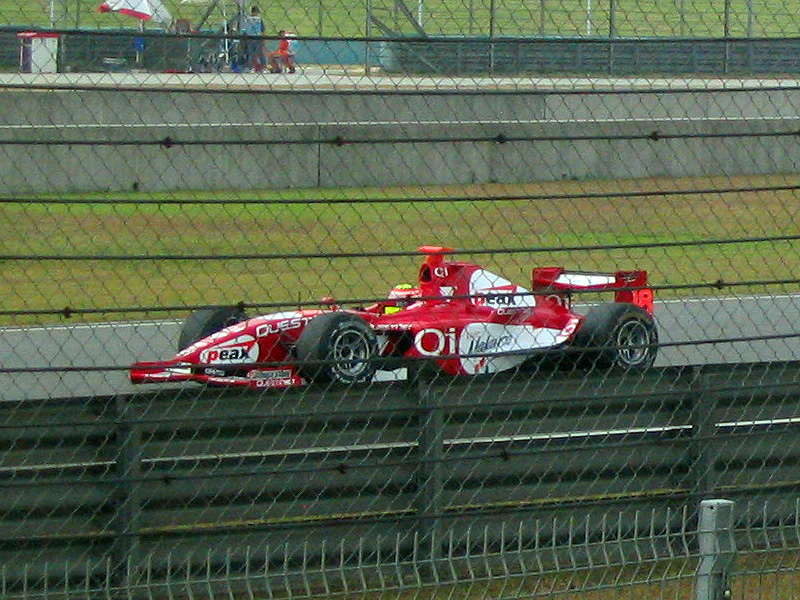
Alex Yoong en GP2 Asia.

Alex Yoong est de père chinois (résidant en Malaisie)  et de mère anglaise. Il commence sa carrière en motocross en 1984 puis rejoint le championnat de Formule Asie en 1994. Il y remporte une seule victoire. L'année suivante, il réalise de gros progrès et avec 8 victoires et un titre de vice-champion, il obtient son billet pour la Formule Renault en 1996. Après deux saisons peu glorieuses, il passe en Formule 3 britannique chez Dallara où il signe enfin son premier podium en 1999.
En 1999, il passe à la catégorie supérieure, la F3000. Là encore, il ne décroche aucun résultat significatif. Il change alors à nouveau de championnat et passe à la Formula Nippon avec le Team Malaysia en 2000, sans résultat notable.
En 2001, il remplace Tarso Marques chez Scuderia Minardi pour les trois derniers Grands Prix de la saison et décroche un contrat de titulaire pour 2002, bien aidé par le soutien financier de la ville de Kuala Lumpur. Ses résultats sont peu satisfaisants puisqu'il est régulièrement devancé par son coéquipier Mark Webber,  multiplie les sorties de pistes et échoue à se qualifier à trois reprises. Il est temporairement remplacé par Anthony Davidson pour les Grands Prix de Hongrie et de Belgique. Sa meilleure performance de l'année est une septième place au Grand Prix d'Australie. Alex Yoong quitte la Formule 1 à la fin de cette saison.
En 2003, il décroche un volant en Championnat CART avant de rejoindre en 2004 le championnat australien de V8 Supercar. En 2005, il est engagé par l'équipe de Malaisie pour courir en A1 Grand Prix. En 2006, Jan Lammers, directeur et pilote du Team Racing for Holland, l'engage pour disputer les 24 Heures du Mans sur une Dome S101 Hb qui abandonne durant la nuit. En 2007, Jan Charouz Jr l'engage pour les 24 Heures du Mans sur une Lola B07/17 avec Stefan Mucke. Il se classe huitième au général et cinquième en catégorie LMP1.
Début décembre 2009, il est nommé par Lotus F1 Racing à la tête du programme de détection de jeunes talents en Asie. En 2010 et 2011, il participe uniquement à une course d'endurance nationale, terminant cinquième lors de sa deuxième participation.
En 2012, il revient à la compétition automobile, rejoignant notamment la Audi R8 LMS Cup China. Il s'y montre très compétitif, en finissant troisième en 2012, deuxième en 2013, puis champion en 2014 et 2015. Dans la même période, il participe également aux 24 Heures du Nürburgring, avec pour meilleur résultat une douzième place en 2015. En 2015-2016, il participe à sa première course d'Asian Le Mans Series.
Depuis décembre 2020, il est le team manager de l'équipe hongkongaise BlackArts Racing Team, en Formule Régionale Asiatique.

## Résultats en championnat du monde de Formule 1
| Saison | Écurie              | Châssis | Moteur       | Pneus    | GP disputés | Points inscrits | Classement |
| ------ | ------------------- | ------- | ------------ | -------- | ----------- | --------------- | ---------- |
| 2001   | European Minardi F1 | PS01    | European V10 | Michelin | 3           | 0               | n.c.       |
| 2002   | KL Minardi Asiatech | PS02    | Asiatech V10 | Michelin | 11          | 0               | n.c.       |

| 2001          | European Minardi F1 | Minardi PS01B | European V10 | AUS   | MAL      | BRA    | SAN     | SPA      | AUT      | MON    | CAN    | EUR      | FRA     | GBR    | ALL     | HUN | BEL | ITA Abd. | USA Abd. | JPN 16   | 26e | 0 |
| 2002          | KL Minardi Asiatech | Minardi PS02  | Asiatech V10 | AUS 7 | MAL Abd. | BRA 13 | SAN Nq. | SPA Abd. | AUT Abd. | MON 10 | CAN 14 | EUR Abd. | GBR Nq. | FRA 10 | ALL Nq. | HUN | BEL | ITA 13   | USA Abd. | JPN Abd. | 20e | 0 |
| Légende : ici |                     |               |              |       |          |        |         |          |          |        |        |          |         |        |         |     |     |          |          |          |     |   |